# Бер, Алексей Борисович
Алексей Борисович Бер (11 (23) марта 1833 — 10 (22) ноября 1893) — российский чиновник, директор Департамента торговли и мануфактур Министерства финансов. Тайный советник (1886).

## Биография
Сын сенатора Бориса Ивановича Бера. В Метрических книгах Никитского сорока церкви святых девяти мучеников, что близ Пресни, в 1833 году под № 7 была сделана следующая запись: «марта 11 числа у служащего в 6-м Департаменте Сената титулярного советника Бориса Ивановича сына Бер и законной его жены Надежды Борисовны от первого их брака родился сын Алексей, крещён 22 числа; восприемниками были: Сенатор, тайный советник и кавалер князь Павел Павлович Гагарин и вдова полковника Екатерина Дмитриевна Кнышинская; 2-м отставной капитан Андрей Борисович сын Аврамов и из дворян девица Александра Ивановна Бер».
1843 год. В малолетстве владел вместе с братом Дмитрием в Нижегородском у. Нижегородской губернии в селе Наговицыно и дер. Карабатово 31 крестьянином (Карабатово — 146 дес., м.п. 30 душ, ж.п. 35 душ) .
1850 год — окончил 1-ю классическую гимназию на Ивановской улице в С-Петербурге.
1854 год — окончил юридический факультет Санкт-Петербургского университета, разряд камеральных наук со степенью кандидата.

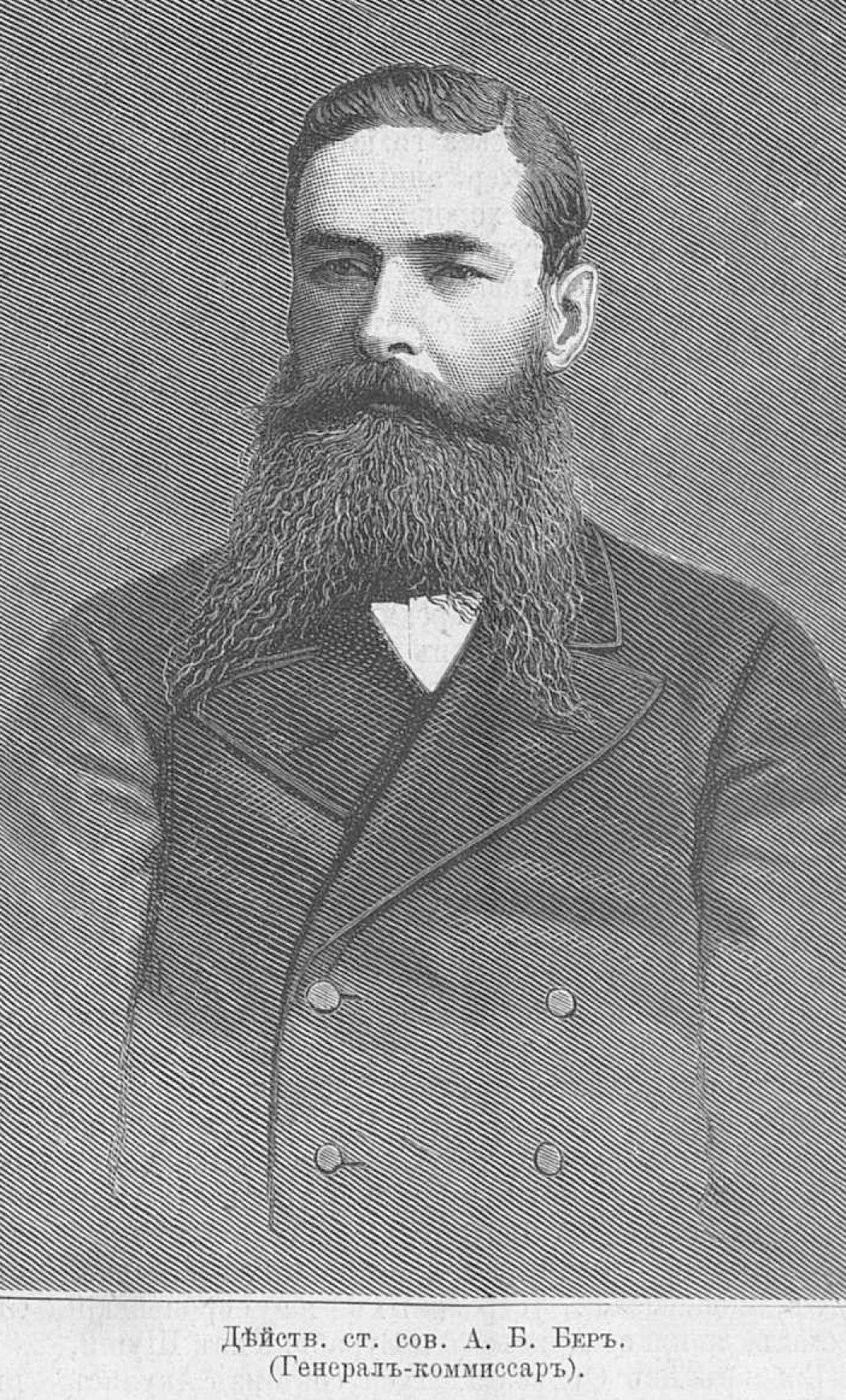
Генеральный комиссар Всероссийской художественно-промышленной выставки в Москве, 1882 год

15 декабря 1854 года определён в Департамент мануфактур и внутренней торговли канцелярским чиновником с чином коллежского секретаря.
1865—1866-е годы — начальник I отделения Департамента торговли и мануфактур. Надворный советник. Также состоял в мануфактурном совете этого департамента.
1877 год — управляющий делами Совета торговли и мануфактур Министерства финансов. Действительный статский советник. Вице-директор Департамента железных дорог МПС.
1878 год — назначен заведующим Русским отделом на Венской выставке и в Вене с женой, маленькой дочкой Соней и сестрой Марией Борисовной Чирковой (вдова, жила в его семье) провёл целое лето.
1880-е годы — отвечал за организацию всероссийских промышленно-художественных выставок, издание статистики по фабрикам, выделение средств на прокладку и обновление транспортных коммуникаций (водных и сухопутных), финансирование географических исследовательских русских экспедиций (Коцебу и др.).
1881 год — вице-директор Департамента торговли и мануфактур. Действительный статский советник.
1882 год — генеральный комиссар Всероссийской выставки в Москве.

«Приезжал на выставку Император Александр Третий. Мой отец [Алексей Борисович], как комиссар, показывал её Государю. Как полагалось, мой отец был во фраке, а в руках он держал „chapeau claque“ (шляпа в форме цилиндра, складывающаяся и делающаяся плоской, но иногда она была сделана только для видимости и не могла надеваться). Вот такой „поддельный“ cllapeau claque был в руках моего отца. День был очень жаркий, и Государь просил отца надеть шляпу, ввиду жары. Папе пришлось объяснить, что при всем желании он надеть её не может. Государь весело хохотал по этому случаю».

12 января 1883 года назначен председательствующим попечительского комитета Максимилиановской лечебницы. 27 декабря 1885 года назначен председательствующим в совете дома призрения и ремесленного образовании бедных детей в СПб. 10 января 1886 года назначен директором Департамента торговли и мануфактур. 12 апреля 1886 года получил чин тайного советника.
9 октября 1892 года уволен по болезни.
Похоронен на Новодевичьем кладбище в Санкт-Петербурге.

## Мемуары об Алексее Борисовиче
«Алексей Борисович Бер был совершенно другого склада, чем его брат Димитрий, что не мешало братьям быть очень дружными. Он был лицом гораздо красивее брата. В молодости был даже чрезвычайно красив и элегантен, но молчалив и нелюдим. Семья была для него всем. В семье он шутил и чрезвычайно остроумно проделывал над младшими сестрами всякие штуки. У сестер он был любимым братом, а когда завел свою семью, никуда из дома не хотел двигаться. Вместе с молчаливостью соединял он удивительное умение шутить и с самым серьезным лицом говорил самые забавные и остроумные вещи. В противоположность брату, он женился довольно поздно и разница лет между ним и женой была значительная. Пока был жив Борис Иванович Бер, Алексей Борисович жил отдельно, но по смерти отца переехал к сестрам и „тетке“ Марии Александровне Чирковой, рожд. Шуваловой» .

«Алексей Борисович вспоминал, как в молодости он с братом Димитрием поехал в Швейцарию и они сделали по ней путешествие пешком».

«Алексей Борисович Бер был высокого роста, шатен, носил темные очки. Он был большой работник, всегда поздно засиживался в своем кабинете за работой. Никогда за много лет не пропускал службу. Очень ровного характера, спокойный, очень остроумный, добрый, исключительно порядочный человек. Император Александр Третий ценил его и уважал. В домашние дела вмешивался мало, предоставляя это своей жене и теще, Софии Даниловне Анисимовой».

## Семья
Жена: Елизавета Михайловна (1849—1933), дочь Михаила Ивановича Анисимова. Их дети:
- Николай (1879—1940), 1-й секретарь российских посольств в Брюсселе и Стокгольме; был женат на Марии Валериановне Половцовой[16].
- Михаил (1875—1953), полковник лейб-гвардии конной артиллерии;
- Борис (1874—1918), помощник директора С.-Петерб. Конторы государственного банка;
- София (1872-1942), в замужестве Шидловская;
- Надежда (1877—1942);
- Екатерина (1882—1951).